# اکناد سولکار
اکناد سولکار (انگلیسی: Eknath Solkar; ۱۸ مارس ۱۹۴۸ – ۲۶ ژوئن ۲۰۰۵) بازیکن کریکت اهل هند بود.
برادر او آنانت سولکار نیز کریکت را در سطح اول دنیا بازی می‌کرده‌است.
اکناد سولکار در سن ۵۷ سالگی بر اثر حمله قلبی در گذشت.